# Sant Pere dels Hostalets de Pierola
Sant Pere dels Hostalets de Pierola és una església dels Hostalets de Pierola (Anoia) inclosa a l'Inventari del Patrimoni Arquitectònic de Catalunya.

## Descripció
És un edifici religiós, una església de planta basilical. Sostre a dues aigües, la torre del campanar és de totxo vista i està situada a la dreta del portal. L'interior està separat per dues files de columnes que acaben dividint l'altar major de la sagristia.

## Història
Aquesta església ocupa el lloc de la capella de la Mare de Déu del Roser.
El 1852 es va edificar una capella en un solar propietat de Can Valls, sota l'adjudicació de la Mª de Déu del Roser. L'any 1867 va passar a ser la parròquia de sant Pere dels Hostalets, ja que es va traspassar al parroquialitat del Sant Pere de Pierola als Hostalets. Quest primera edificació tenia la façana situada en direcció contrària al carrer. El 1867 es va expandir i s'hi feien capelles laterals. El 1895 s'hi va fer el baptisteri. El 1908 a causa de fer una església de més dimensions es comprà un solar al costat de la rectoria. A les hores es refà la capella i s'edifica de nou una església canviant la seva orientació i alineant la façana al carrer.